# Museu do Automobilismo Brasileiro
O Museu do Automobilismo Brasileiro é um museu que teve origem na coleção de carros de corrida do empresário Paulo Afonso Trevisan, na cidade de Passo Fundo, no Rio Grande do Sul.
É o maior centro de documentação de fotos, filmes e documentos do automobilismo do Brasil e o maior trabalho de resgate do automobilismo nacional. Desde 2002, a Associação Cultural Museu do Automobilismo Brasileiro é a mantenedora do museu.

## Origem
O empresário começou a idealização do museu após restaurar um Gordini, modelo 1985, que foi um dos seus primeiros automóveis. A experiência foi boa e Trevisan tomou a decisão de adquirir um armazém e criar um lugar para que pudesse mostrar carros antigos de corrida. O acervo inicial possuía 50 automóveis, que foi crescendo através de doações e empréstimos.
Expandiu muito a partir de 1996, com acervo de 100 veículos de competição históricos do país, sendo inicialmente chamado pelo empresário de Trevisan Racing Collection.

## Estrutura
O museu ficava sediado em um galpão de 1.800 metros quadrados, que ficava localizado entre a Rua Paissandú, Rua Uruguai e Rua Andradas. O local tinha dois andares cobertos e o acervo era mostrado de forma tradicional para o público.
Por uma questão de praticidade, documentos e arquivos dos veículos ficavam fora dessa instalação, sendo armazenados nas instalações da empresa de Trevisan na época.
Em 2012, um novo prédio de 4.000 metros quadrados foi inaugurado para melhorar as qualidades de armazenamento dos veículos.
O edifício é dividido em cinco pavimentos. A antiga estrutura original continua recebendo público e não foi abandonada.

## Acervo
Dentro do acervo do museu estão presentes troféus, medalhas e diversos modelos de veículos de corrida, como Carreteras, Fórmulas, Karts, Stock Car, Rally, Turismo e Protótipos. Alguns modelos foram pilotados por grandes pilotos brasileiros, como Émerson Fittipaldi, Clóvis Morais, Alfredo Guaraná, Chico Lameirão, Pedro Muffato e Rubens Barrichello. Grande parte dos veículos do acervo funcionam e é possível vê-los com frequência no Autódromo de Guaporé.
Além da parte composta por veículos, o museu apresenta mais de 100 mil fotografias, filmes, cartas, reportagens, entrevistas e documentos ligados ao automobilismo brasileiro.